# 单花曲唇兰
单花曲唇兰（学名：Panisea uniflora）为兰科曲唇兰属下的一个种。

## 扩展阅读
維基物種上的相關：单花曲唇兰